# Lilianne Ploumen

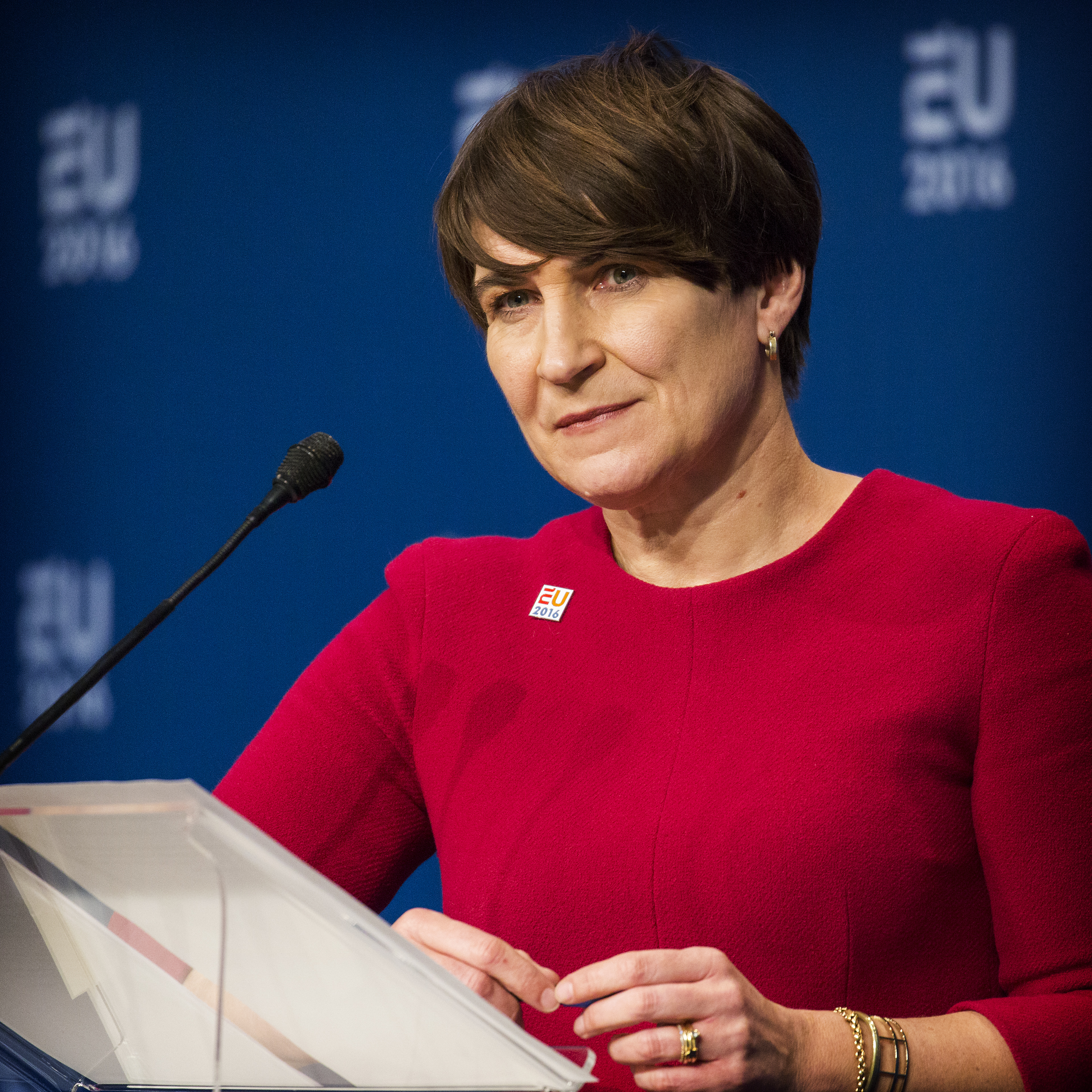
Liliane Ploumen (2016)

Elisabeth Maria Josepha (Lilianne) Ploumen (* 12. Juli 1962 in Maastricht) ist eine niederländische Politikerin der Partij van de Arbeid (PvdA). Sie war von 2012 bis 2017 Ministerin für Außenhandel und Entwicklungszusammenarbeit sowie von 2021 bis 2022 Vorsitzende der PvdA-Fraktion in der Zweiten Kammer und politische Leiterin ihrer Partei.

## Leben
Von 1974 bis 1980 besuchte Ploumen das Henrik van Veldeke Kolleg in Maastricht. Sie studierte Geschichte an der Erasmus-Universität Rotterdam und wurde Mitglied der Partei GroenLinks. Nach dem Ende ihres Studiums war sie als Sozialarbeiterin in Rotterdam-Crooswijk tätig. Ab 1983 arbeitete sie für das Instituut voor Psychologisch Marktonderzoek. Ab 1990 war sie für Plan International tätig; zwei Jahre lang arbeitete sie in London von 1993 bis 1995 für Plan International. 1996 wurde sie Direktorin des Fonds Mama Cash. 2001 verließ sie diese Organisation und ging zur katholischen Einrichtung Cordaid in Den Haag.
2003 wechselte sie politisch von GroenLinks zur PvdA; seit dem 6. Oktober 2007 war Ploumen deren Vorsitzende. Dies ist bei niederländischen Parteien ein eher administrativ-organisatorisches Amt, das vom politischen Leiter der Partei (damals der Finanzminister und Vizepremier Wouter Bos bzw. ab 2010 Job Cohen) unterschieden wird. Im Januar 2012 legte sie ihr Amt als Vorsitzende nieder, was sie Anfang Oktober 2011 überraschend bekanntgegeben hatte. Ihr Nachfolger wurde Hans Spekman. 
Ploumen war vom 5. November 2012 bis zum 26. Oktober 2017 Ministerin für Außenhandel und Entwicklungszusammenarbeit im aus Liberalen und Sozialdemokraten bestehenden Kabinett Rutte II. Bei der Parlamentswahl im März 2017 wurde sie in die Zweite Kammer des niederländischen Parlaments gewählt, dem sie bis 2022 angehörte. 
Als Nachfolgerin des wegen der Toeslagenaffaire zurückgetretenen Lodewijk Asscher übernahm sie im Januar 2021 den Vorsitz der PvdA-Fraktion in der Zweiten Kammer. Eine Woche später wurde sie auf dem Parteitag zur Spitzenkandidatin (lijsttrekker) ihrer Partei für die vorgezogene Neuwahl im März 2021 gewählt. Damit war sie auch die politische Leiterin der PvdA. Diese erlitt unter ihrer Führung ein enttäuschendes Wahlergebnis – die Arbeitspartei verharrte wie bereits bei der Wahl von 2017 auf dem historisch schwachen Stand von 5,7 Prozent der Stimmen und 9 Mandaten. Dennoch blieb Ploumen Fraktionsvorsitzende und politische Leiterin der Partei, bis sie im April 2022 von beiden Positionen zurücktrat und auch ihr Parlamentsmandat niederlegte. Ihre Nachfolgerin als Partei- und Fraktionschefin war Attje Kuiken.